# Aleksandra Merkoulova
Pour les articles homonymes, voir Merkoulov.
Aleksandra Sergueïevna Merkoulova (en russe : Александра Сергеевна Меркулова, transcription anglaise : Alexandra Merkulova) est une gymnaste russe, née le 25 novembre 1995.

## Biographie
Aleksandra fait partie d'une fratrie de cinq enfants ; deux sœurs plus âgées (Olga et Natasha) et deux frères cadets (Savva et Vassia). Son père voulait que sa fille fasse du sport, et sa mère de la danse ; de sorte que la gymnastique rythmique est un mélange des deux disciplines, Aleksandra commence la gymnastique à l'âge de 3 ans.

## Merkulova en tant que junior
En 2010, pratiquant toujours dans la catégorie junior, elle remporte la coupe du monde à Saint-Pétersbourg, toutes les médailles du Grand Prix de Innsbruck, et trois médailles d'or sur cinq lors des championnats d'Europe de 2010 à Brême (par équipe, au ballon et à la corde), avant d'être titrée première championne olympique au concours général individuel de gymnastique rythmique des premiers jeux olympiques de la jeunesse d'été se déroulant à Singapour. Elle rappelle par sa souplesse et son physique la championne de gymnastique rythmique Alina Kabaeva à ses débuts.

### Jeux Olympiques de la jeunesse d'été 2010
Les épreuves de gymnastique rythmique aux jeux olympiques de la jeunesse d'été de 2010 ont eu lieu au Palais des sports de Bishan de Singapour du 24 au 25 août 2010. Dix-huit gymnastes individuelles se sont confrontées pour les premières médailles olympiques de la jeunesse.
Dès les qualifications Aleksandra Merkoulova et la Biélorusse Arina Charopa se démarquent du lot de gymnastes. Elles se qualifient en première et deuxième position et ont toutes les cartes en main pour conserver leur place lors des finales.
En effet, après la première rotation, à la corde, aucune surprise, Merkoulova et Charopa retrouvent leur place no 1 et no 2. Pourtant Merkoulova reçoit une pénalité de 0.5.
Seconde rotation : le cerceau, l'engin de prédilection d'Aleksandra. Elle atteint la plus haute note de la journée (26.250) et confirme sa position de leader. Quant à Arina Charopa, elle commet une grosse erreur qui la rétrograde en troisième position, elle perd le contrôle de son engin et le laisse sortir en dehors du praticable. Lee Wan Nin récupère la seconde place provisoire du concours.
À la suite de la troisième rotation au ballon, Merkoulova conserve sa position et Charopa récupère sa place initiale.
La dernière rotation aux massues sera déterminante. Aleksandra Merkoulova confirme sa suprématie en prouvant un très haut niveau du point de vue difficulté et artistique. Elle atteint la note de 25.500 aux massues, et un total de 103.500, à plus de 3 points devant Arina Charopa, elle repart médaille d'or en poche, et un gros sourire sur les lèvres. La deuxième place revient à Charopa, et la troisième à l'Allemande Jana Berezko-Marggrander.
« Je rêvais de ça depuis si longtemps, j'étais tellement heureuse que j'ai failli hurler. » déclare la jeune championne olympique.

## Entrée dans la compétition senior

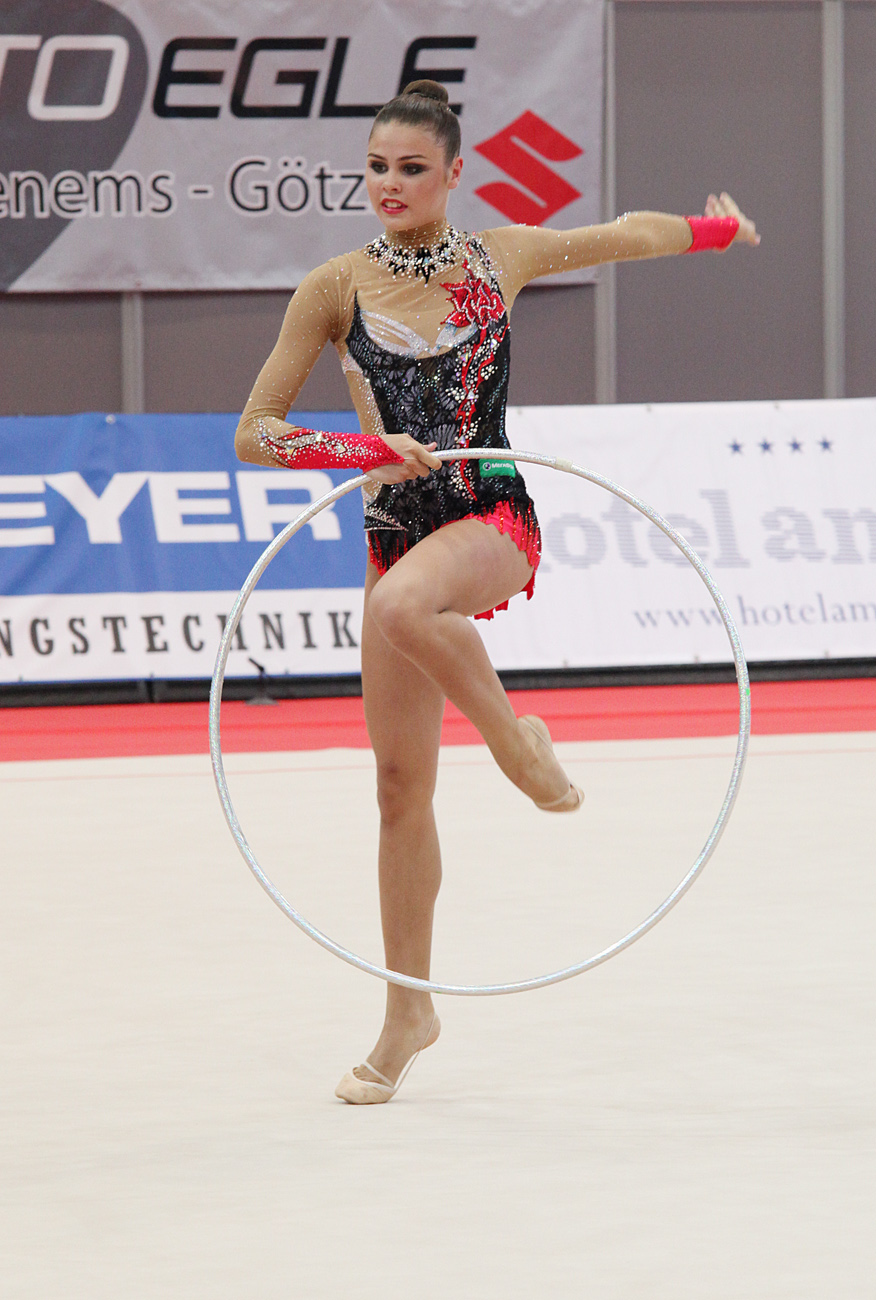
Aleksandra au Grand Prix Voralberg en Autriche en 2012.

### Saison 2011
Elle fait son entrée dans la compétition senior en 2011, et participe aux Championnats du monde de gymnastique rythmique 2011, se déroulant à Montpellier. Elle réalise sa routine aux massues, atteint la troisième place aux qualifications, avec la note de  28.05 (et perd 0.5 points de pénalité pour avoir fini sa routine après l'arrêt de la musique), mais ne participe pas à la finale, car les deux premières places sont occupées par deux autres membres de l'équipe russe, Evgenia Kanaeva et Daria Kondakova.
Sasha a marqué une nette progression entre le début de l'année (Grand Prix de Moscou, Grand Prix d'Holon) et la fin (Grand Prix de Berlin, Coupe du Monde de Sofia).

### Saison 2012
Début 2012, la jeune gymnaste âgée de 16 ans a présenté 4 tout nouveaux enchaînements: au ballon, sur la musique de Pretty Woman, au ruban, sur une musique slave joyeuse, au cerceau sur Carmen et aux massues, sur "Peter Gumm Theme" du film "Blues Brothers". 
Lors de Baltic Hoop 2012, en Lettonie, elle présenta un nouveau ballon, sur un style différent.
La même année, elle a également participé aux championnats d'Europe se déroulant à Nijni Novgorod. Elle remporte la médaille d'argent au concours général individuel accumulant un total de 116.425, juste derrière sa compatriote russe Evguenia Kanaïeva et devant Aliya Garaïeva.
Aleksandra devait concourir devant les anneaux olympiques, en août dernier, mais elle se fit remplacer à la dernière minute par sa compatriote de 19 ans, Daria Dmitrieva, pour cause de blessure.

### Saison 2013
Après six mois d'arrêt pour cause de blessure, et seulement un mois d'entraînement, Aleksandra commence la saison avec le Grand Prix de Moscou. Elle y présente 4 nouveaux enchaînements, dont un qui diffère un peu du style qu'elle a l'habitude de nous montrer : il s'agit de son ballon. La jeune gymnaste, que certains s'attendaient à voir prendre la tête de l'équipe russe après la prise de retraite de certaines gymnastes, comme Evguenia Kanaïeva, obtient cependant des résultats inférieurs à ceux de sa compatriote, Margarita Mamun. On sent que la gymnaste n'est pas complètement en forme après le cours mois d'entraînement dont elle a disposé. Elle termine 4e du concours général, et gagne la médaille d'argent de la finale au ballon. 
Au Grand Prix de Thais, la gymnaste décroche la 3e place du concours général. Elle présente lors de cette compétition un nouvel enchaînement au ruban, engin avec lequel elle a eu quelques soucis, plus tôt dans la saison.
Lors de la Coupe du Monde de Lisbonne, Aleksandra termine deuxième, derrière Mamun. Elle est cependant contrainte de se retirer des finales, car blessée.
Pour son retour à la compétition, pendant le Tournoi International de Corbeil-Essonnes, Merkulova présente un nouveau ruban, le troisième de l'année. Elle finit 4e du concours général. 
La gymnaste ne participe pas aux Championnats d'Europe de Vienne, les gymnastes engagées pour la Russie étant Margarita Mamun, Daria Svatkovskaya et Yana Kudryavtseva.
Aleksandra remporte l'or lors d'une compétition se déroulant à Barcelone, devant l'ukrainienne Alina Maksymenko. Lors de cet événement, elle présente une fois de plus une nouvelle routine au ruban, utilisant sa musique aux massues de l'année précédente.
La jeune gymnaste est choisie par Irina Viner pour représenter son pays lors des Universiades d'été de Kazan en compagnie de Margarita Mamun. Elle termine deuxième, derrière sa compatriote. Pendant la compétition, on a pu constater que Merkulova avait progressé, notamment au niveau de la propreté, ainsi que concernant son exercice au ruban. Elle gagne la finale ballon et empoche l'argent en finale ruban.
Aleksandra termine la saison avec une blessure et des problèmes de poids.

### Saison 2014
Cette nouvelle saison débute sur de bien meilleures bases que la précédente ; Merkulova a pu s'entraîner suffisamment, n'étant pas blessée sévèrement comme l'an passé. La jeune fille, s'entraînant toujours à Novogorsk, participe cependant peu aux événements internationaux, les meilleures gymnastes de l'équipe étant Margarita Mamun et Yana Kudryavtseva. L'arrivée dans la catégorie sénior de nombreuses athlètes lui fait également de l'ombre. Elle ne participe pas au Grand Prix de Moscou, se déroulant en février, mais y effectue tout de même un gala. Elle fait quelques apparitions lors de compétitions en Russie pour faire des démonstrations.
Elle ne parvient cependant pas à obtenir des résultats satisfaisants lors de compétitions comme les Championnats de Russie à Penza ou encore les Jeux d'été de Kazan. Des rumeurs circulent depuis ce dernier événement: la gymnaste aurait en effet quitté l'équipe nationale. Rien n'a été pour l'heure confirmé par Alexandra ou par la fédération de gymnastique rythmique russe.

## Palmarès

### Jeux olympiques de la Jeunesse
- Singapour 2010
  -  médaille d'or au concours général individuel.

### Championnats du Monde
- Montpellier 2011
  -  médaille d'or au concours général par équipe.

### Championnats d'Europe
- Brême 2010
  -  médaille d'or au concours général par équipe (catégorie junior).
  -  médaille d'or à la corde (catégorie junior).
  -  médaille d'or au ballon (catégorie junior).

- Nijni Novgorod 2012
  -  médaille d'argent au concours général individuel.